# Krásné Loučky (železniční zastávka)
Krásné Loučky jsou nákladiště a zastávka v centrální části vesnice Krásné Loučky, což je část Krnova. Leží v km 4,930 železniční trati Šumperk–Krnov mezi stanicemi Město Albrechtice a Krnov.

## Historie
Zastávka byla zprovozněna 15. července 1875, tehdy pod názvem Kohlbach. Od roku 1918 nesla zastávka název Kobylí, v letech 1938-1945 se vrátil původní název Kohlbach. V letech 1945-1953 se používal název Kobylí u Krnova a poté Krásné Loučky.

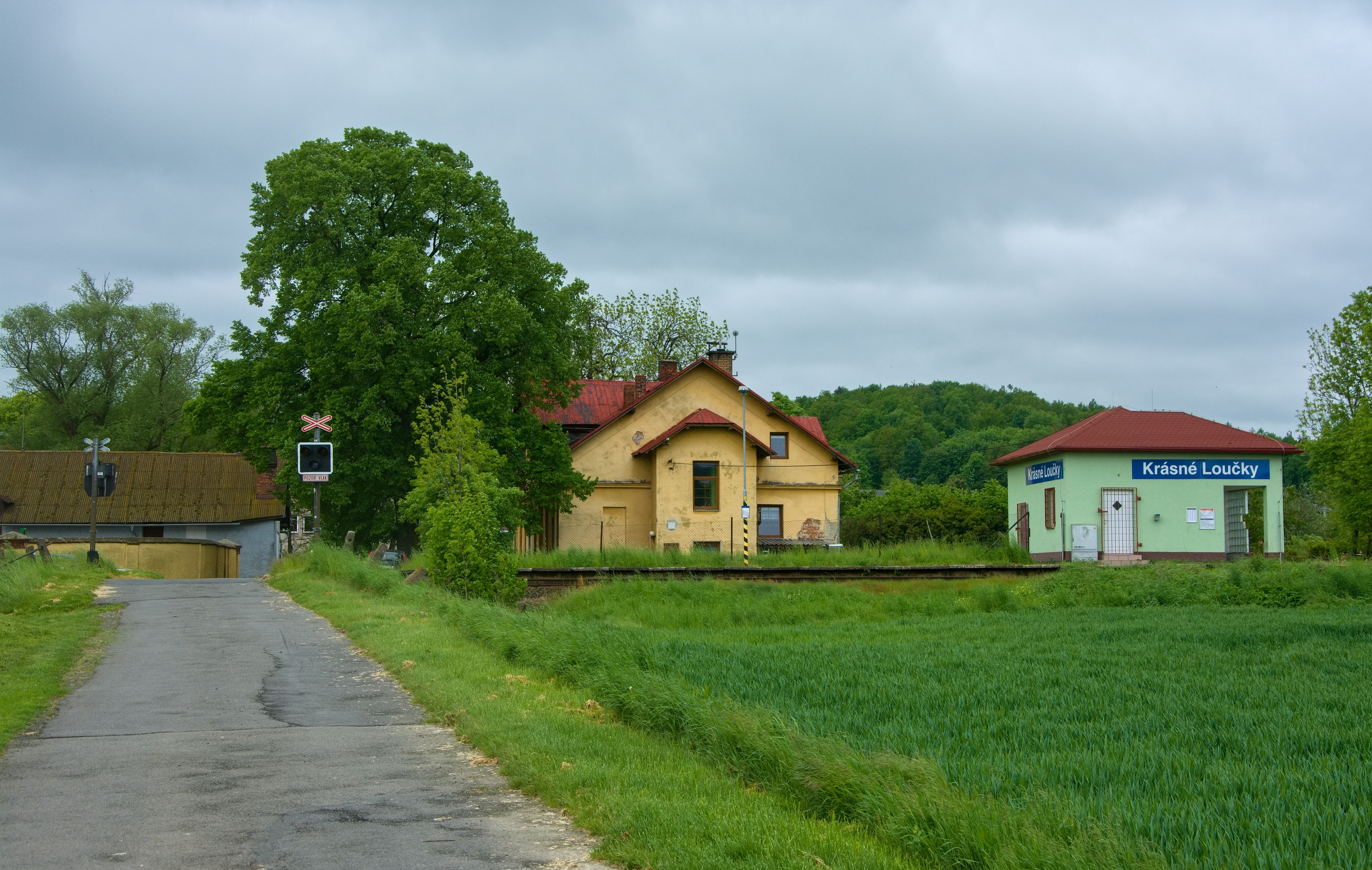
Pohled na zastávku a přejezd P7783

## Popis nákladiště a zastávky
Nákladiště a zastávka ležící na jednokolejné trati je vybavena jednostranným vnějším nástupištěm o délce 106 m a s nástupní hranou ve výšce 200 mm nad temenem kolejnice. V zastávce je elektrické osvětlení ovládané automaticky soumrakovým čidlem. Cestujícím slouží krytá čekárna bez vytápění. Přístup na nástupiště je bezbariérový. Zastávka není obsazena žádnými drážními zaměstnanci.
Nástupiště je rozděleno přejezdem P7783 v km 4,903, na kterém železniční trať kříží místní komunikace. Přejezd je vybaven světelným zabezpečovacím zařízením bez závor.

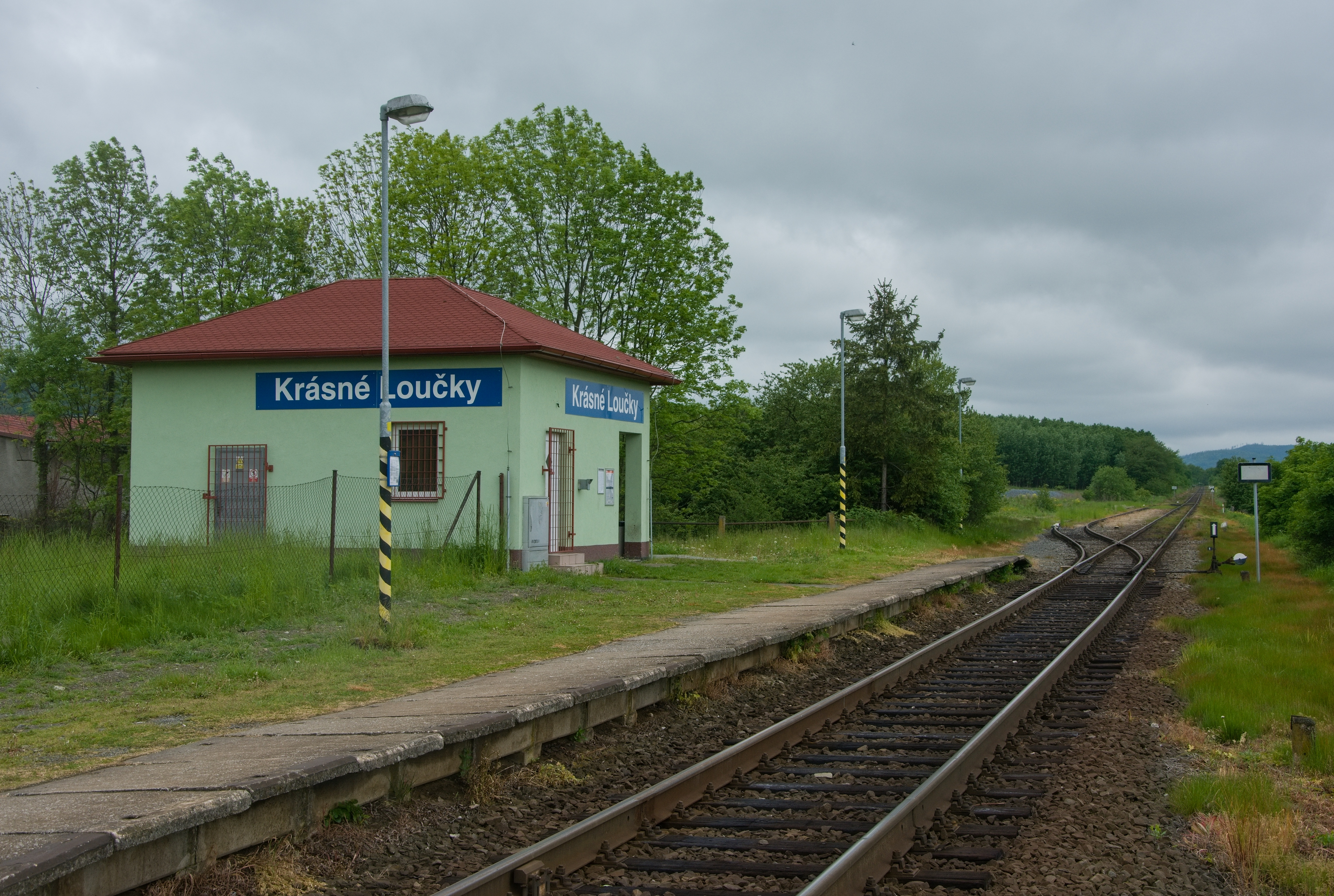
Pohled na zastávku a odbočnou kolej nákladiště

Kolej č. 3 nákladiště je do traťové koleje zapojena oboustranně výhybkami č. 1 v km 4,942 a č. 2 v km 5,180. Kolej má užitnou délku 116 m, která je z obou stran ohraničena výkolejkami. Obsluha koleje nákladiště je možní bez uvolnění trati i s uvolněním trati (tj. uzamčením vlaku či PMD na koleji č. 3), po skončení obsluhy se vlak/PMD může vrátit do stanice, ze které vyjel, nebo může pokračovat do následující stanice. Vlak nebo PMD si musí pro obsluhu nákladiště vyzvednout traťový klíč. Ty jsou dva, jeden je v základní poloze držen v desce nouzových obsluh ve stanici Krnov, druhý je v elektromagnetickém zámku ve stanici Město Albrechtice.